# Marthe de Noaillat
Marthe de Noaillat (auch: Marthe Devuns, * 29. November 1865 in Le Crotoy; † 5. Februar 1926 in Paray-le-Monial) war eine französische Katholikin, Aszetikerin und Vortragsrednerin. Sie erreichte von Papst Pius XI. die Einsetzung des Christkönigsfestes.

## Leben und Werk

### Herkunft und Anfänge
Marthe Devuns entstammte einer großbürgerlichen Familie. Ihr Taufpate war Bischof Jean-Baptiste Pompallier. Ab dem Alter von acht Jahren wuchs sie im Schloss Cuncy in Villiers-sur-Yonne (Département Nièvre) auf. Schon früh begann sie, Spenden für die Armen zu sammeln. Von 1880 bis 1885 ging sie in die Internatsschule der Assumptionistinnen in Auteuil und schloss mit dem Zeugnis Brevet supérieur ab. 1887 machte sie die erste von insgesamt acht Romreisen.

### Vergebliche Klosterversuche
Sie trat am 21. Februar 1888 als Postulantin in das Kloster der von Marie-Eugénie de Jésus gegründeten Assumptionistinnen in Auteuil ein. Nach fünf Monaten wechselte sie in das Benediktinerinnenkloster Jouarre, kehrte aber im Dezember nach Auteuil zurück. Man schickte sie nach Poitiers, wo ihre ältere Schwester Marie bereits Assumptionistin war. Dort erlebte sie im Februar 1889 den Durchbruch zur Berufung. Sie kehrte nach Auteuil zurück und begann ein Noviziat, das sie im Juli aus Gesundheitsgründen abbrechen musste. Aufenthalte zu Hause in Cuncy, ferner in Cannes, Saint-Martin-Vésubie und Bordeaux brachten keine Besserung. Am 15. April 1891 verließ sie ein zweites Mal die Assumptionistinnen, erholte sich leidlich zu Hause, kehrte ins Kloster zurück und verbrachte die Zeit von August 1892 bis August 1894 in der Niederlassung Genua. Dann musste sie realistisch feststellen, dass sie nicht für das Klosterleben geschaffen war, und kehrte ins weltliche Leben zurück.

### Paris und Nevers
Ab 1895 lebte sie mit der Mutter und drei Geschwistern in Paris und setzte in der Rue Mouffetard ihr Engagement für die Armen fort. Von 1896 bis 1901 wohnte sie in einem von der Mutter zur Verfügung gestellten Haus in Nevers und lebte dort unter spartanischen Umständen ganz dem Apostolat der Arbeiter, der Armen und der Ausgegrenzten der Gesellschaft, nur unterbrochen durch eine Reise ins Heilige Land.

### Führend in der Patriotischen Frauenliga
Ab 1902 ging sie als Leiterin der Privatschule Cours Bossuet nach Auteuil. Dort lernte sie Georges de Noaillat (1874–1948) und dessen Schwester Simone (ihre spätere Biographin) kennen, die sie als Vortragsrednerin der Ligue patriotique des Françaises einwarben, des bedeutendsten französischen Frauenvereins der ersten Hälfte des 20. Jahrhunderts (500.000 Mitglieder 1911). Dieser hatte sich in Abwehr der linken Republik ursprünglich (1902) im rechten politischen Spektrum antirevolutionär, antisozialistisch und antisemitisch engagiert, ab 1906 seine Hauptenergie jedoch auf die Verteidigung des Katholizismus und auf das Soziale verlegt. Dort wurde Marthe Devuns als Ausnahmepersönlichkeit empfunden, die höchsten geistigen und geistlichen Anspruch mit härtester privater Selbstkasteiung verband. Sie selbst empfand sich als Teil einer Elite, die sich zum Apostolat an den zu kurz Gekommenen verpflichtet fühlte.

### Paray-le-Monial
De Noaillat machte sie ab 1903 mit dem von ihm geleiteten Hieron-Museum (Musée du Hiéron) in Paray-le-Monial und mit der dahinterstehenden Gesellschaft von der sozialen Herrschaft Jesu Christi (Société du Règne, gegründet 1882 von Henri Ramière) bekannt. Dank dem Jesuiten Victor Drevon (1820–1880) und nach ihm dem Baron Alexis de Sarachaga (1840–1918) war Paray-le-Monial seit 1873 ein aufstrebender Wallfahrtsort und Zentrum der Herz-Jesu-Verehrung (mit dem Hieron als Forschungsstätte) geworden.

### Verheiratung und Kongressleben
1911 heiratete Marthe Devuns im Alter von 46 Jahren den neun Jahre jüngeren Georges de Noaillat, dessen Mitarbeiterin sie schon geworden war und mit dem sie zu zahlreichen nationalen und internationalen Kongressen reiste (allen voran die Eucharistischen Weltkongresse). Ab 1912 betrachtete sie sich als zweite Mutter des ersten (behinderten) Kindes ihrer Schwägerin.

### Christkönigskampagne
Nach dem Ersten Weltkrieg und dem Tod Sarachagas machte das Ehepaar de Noaillat das Hieron-Museum in Paray-le-Monial zum Zentrum einer Bewegung, die für das Soziale Königtum Christi agitierte. Im Dezember 1919 beschloss Marthe de Noaillat den Neubeginn der Kampagne für die Einsetzung des Christkönigsfestes. Der Turiner Jesuit Giovanni Maria Sanna-Solaro (1824–1908) war damit 1899 vor der Ritenkongregation gescheitert, weil Papst Leo XIII. in der Enzyklika Annum sacrum gerade die ganze Welt dem Herzen Jesu und Christus König weihte und das fürs erste als hinreichend angesehen wurde. Marthes Insistieren ist vor allem aus dem französischen Kontext zu verstehen, in dem die Schaffung eines derartigen Festes von der überwiegend antimodernistischen rechtskonservativen Kirche als Schlag gegen die Revolution, den Laizismus, den Atheismus und teilweise auch gegen die Demokratie (viele Katholiken waren Monarchisten) verstanden wurde. Den von der Revolution gepriesenen Menschenrechten sollten die Rechte Gottes entgegengestellt werden. Nicht zufällig kam es in dieser Zeit zur Heiligsprechung von Marguerite-Marie Alacoque und  Jeanne d’Arc (beide 1920) sowie von Therese von Lisieux (1923 selig, 1925 heilig).

### Einsetzung des Christkönigsfestes und Tod
Marthe de Noaillat verfasste eine ausführlich argumentierende Supplik an Papst Benedikt XV., doch der Papst verlangte die breite Zustimmung der Bischöfe. Das Ehepaar erreichte innerhalb von fünf Jahren die Unterschrift von 779 Bischöfen (von insgesamt rund 1000). Am 31. Dezember 1925 verkündete Pius XI. in seiner Enzyklika Quas primas die Einsetzung des Christkönigsfestes. Einen Monat später starb Marthe de Noaillat im Alter von 60 Jahren in den Räumen des Hieron-Museums zusammen mit einer Begleiterin an einer Kohlenstoffmonoxidvergiftung. Ihr Ehemann wurde Priester und starb 23 Jahre später. Der Jesuit Johann-Baptist Kettenmeyer (1882–1945) nannte sie 1938 einen „Apostel des Königtums Christi“.